# La pecadora (película de 1951)
La pecadora ( en alemán: Die Sünderin) es una película de drama romántico de Alemania Occidental de 1951 dirigida por Willi Forst y protagonizada por Hildegard Knef, Gustav Fröhlich y Änne Bruck.  Fue el gran avance en la carrera de Hildegard Knef debido al escándalo que ocasionó. 

## Trama
La trama gira en torno a la convivencia de la prostituta Marina con su amante, el pintor Alexander.
La madre de Marina engaña a su padrastro durante la Segunda Guerra Mundial, quien es arrestado por la Gestapo y encarcelado por un tiempo. Marina es seducida por su hermanastro, quien aparentemente luego es asesinado por su padrastro. Marina se enamora del pintor fracasado Alexander, que sufre un tumor cerebral que le está provocando la ceguera. Ambos viajan a Italia, donde temporalmente llevan una vida feliz. Para financiar una operación, Marina intenta volver a su antigua actividad, pero no lo logra. Sin embargo, conoce al cirujano que le prometió a Alexander una operación de curación, y que ahora está dispuesto a realizarla gratis. La operación le devuelve la vista a Alexander y la pareja pasa un buen tiempo en Viena. Cuando la vista de Alexander comienza a fallar y la ceguera se vuelve inevitable, decide acabar con su vida. Con su conocimiento, Marina le da al suicida Alexander un vaso de una sobredosis de somníferos (Veronal). Marina luego se quita la vida. 

## Elenco
- Hildegarda Knef - Marina
- Gustav Fröhlich - Alejandro
- Änne Bruck - la madre de Marina
- Wera Frydtberg - colega
- Robert Meyn - padrastro de Marina
- Jochen-Wolfgang Meyn - hermanastro de Marina
- Andreas Wolf - médico

## Antecedentes
Al principio, Willi Forst quería presentar en Marina a una María Magdalena moderna y pecadora, pero siguiendo el consejo de los representantes de cine eclesiástico Anton Kochs (católico) y Werner Hess (protestante), prescindió del aspecto religioso y modificó fundamentalmente el guion. Presentó la nueva versión a Kochs y a un pastor protestante en noviembre de 1950. Ninguno de los dos apreció la obra, pero tampoco la rechazaron.
La pecadora se rodó en el estudio de cine Bendestorf, las tomas exteriores se realizaron en Roma, Nápoles y en el pueblo de pintores Positano. 
Unos días antes del estreno previsto para el 18 de enero de 1951, el distribuidor de películas Herzog entregó la película a la FSK y recibió inesperadamente el 15 de enero, tres días antes del estreno, la noticia del rechazo unánime al estreno. Los seis examinadores, entre ellos una mujer, consideraron inaceptable que Marina “elija la prostitución como una salida natural a su difícil situación humana y económica”.  Además, el suicidio y el matar a pedido (Tötung auf Verlangen) “se presentan como algo natural y como la única salida correcta” y, por lo tanto, pueden “aparecer como un ideal y alentar la imitación”.  El comité también criticó el hecho de que no estaba suficientemente claro que Marina cumplía una promesa y que esto significaba matar a pedido.
Los representantes de las empresas productoras y distribuidoras convocaron inmediatamente una reunión de emergencia el 16 de enero. Willi Forst afirmó que su película era una obra de arte y que consideraba la decisión del comité como un insulto personal. Exigió una revisión completa de la decisión, de lo contrario acudiría a la prensa. Cuando los representantes del FSK rechazaron su solicitud, abandonó la reunión. El productor Rolf Meyer amenazó con ignorar la sentencia del FSK y exponer así al FSK.
El SPIO (Organización líder de la industria cinematográfica.) puso entonces un aviso para la mañana del día 18. En enero se celebró una reunión de crisis del comité principal, presidida por el presidente de SPIO, Ludwig Fasler. En particular, el representante de la autoridad cultural de Hamburgo criticó a los representantes de la iglesia por sus preocupaciones. Después de una hora y media de discusión sobre los posibles efectos nocivos de la película, la película fue aprobada por 9 a 4 votos. Sólo se recomendó que la productora cinematográfica hiciera cambios en dos de las declaraciones de Marina.
Debido a la supuesta glorificación de la prostitución, el suicidio asistido, y el suicidio, la iglesia se negó a seguir trabajando con el FSK. El día después de la crucial reunión del comité principal que condujo al estreno de la película, el comisario de cine protestante Werner Hess dimitió alegando que ya no podía ser miembro de un comité que estrenó películas tan desmoralizadoras. Como resultado, la Iglesia Católica también retiró a su representante del FSK.  Sin embargo, pocos días después, los países, la industria cinematográfica y las iglesias acordaron una mayor cooperación en el FSK.
La película provocó un escándalo y fue tema de periódicos y revistas durante meses. Durante la primera semana después del estreno hubo manifestaciones aisladas, también en Osnabrück. A principios de febrero, el servicio de cine católico llamó a todos los católicos a boicotear la película. La obra sólo llegó a la programación de cines en la mayoría de las ciudades en febrero y marzo. Cuando apareció, muchos dignatarios locales repitieron el llamamiento al boicot. El arzobispo de Colonia, cardenal Joseph Frings, condenó la película en una carta pastoral que fue leída a finales de febrero cuando se estrenó la película en la arquidiócesis de Colonia, y en un sermón en la catedral de Coloni al 17 de marzo pidió "una poderosa falange" y, si fuera necesario, la “autoayuda”. El pastor Carl Klinkhammer, conocido como Ruhrkaplan, y los jóvenes protestaron violentamente contra la película. Se arrojaron bombas fétidas a los cines y se tomaron medidas contra la policía. Como consecuencia de ello, Klinkhammer, otro sacerdote y otros cinco acusados fueron llevados a juicio.  Los políticos distribuyeron folletos con textos como “La pecadora – ¡Un puñetazo en la cara a toda mujer alemana decente! ¡Fornicación y suicidio! ¿Deberían ser estos los ideales de un pueblo?” 
Las prohibiciones temporales de representaciones y la condena pública desde los púlpitos contribuyeron a que la película escandalosa se convirtiera en un gran éxito de público. Se organizaron eventos de debate en las ciudades más grandes y se formaron comités de acción contra la obra. Según el servicio de cine católico, las manifestaciones más importantes, con más de 1.000 participantes, tuvieron lugar en Düsseldorf, Colonia, Oberhausen, Ulm y Ratisbona. En Ratisbona se produjo un violento enfrentamiento que duró tres días entre opositores y partidarios de la película, y la policía, en el que se utilizaron bombas fétidas por un lado y cañones de agua por el otro. 
El 5 de marzo de 1951, el Rheinische Post preguntaba sobre la situación en Colonia: “¿Tiene la policía que proteger una película de mala calidad?” Dado que todos los intentos de prohibir las actuaciones fueron en vano, sólo una “poderosa manifestaciónn de la voluntad de la población sana ” podría ayudar.  En un cine de Duisburgo, como informó el Rheinische Post el 21 de marzo de 1951, los opositores al cine utilizaron ratones blancos para provocar el pánico.
La película desapareció de los cines en el verano de 1951. Como resultado del escándalo, el jurado evangélico de la obras de cine y el servicio de cine católico se hicieron muy populares. En octubre de 1951, los obispos católicos alemanes emitieron una carta pastoral llamando expresamente a todos los católicos a unirse a la el servicio de cine porque muchos de ellos aún no habían obtenido la seguridad e independencia necesarias en lo que respecta al cine. En un año, más de un millón y medio de católicos siguieron este llamado y, como miembros del servicio, se comprometieron a ver únicamente películas recomendadas por el éste con una calificación de “1” o “2”.
El Léxico del cine internacional, basado en las reseñas cinematográficas del servicio de cine católico, resumió así: “La primera película de posguerra de Willi Forst se convirtió en el mayor escándalo del cine alemán; […] Las […] protestas de los círculos eclesiásticos y políticos hicieron de La pecadora un éxito de taquilla.” 
Contrariamente a la creencia popular, la protesta no estaba dirigida contra el desnudo de Hildegard Knef, sino contra el matrimonio salvaje, la prostitución, la violación, la eutanasia y el suicidio.  Jürgen Kniep escribió: "La suposición de que las iglesias actuaron contra los pechos de la actriz, que fueron visibles durante unos segundos, es parte integrante del mito actual de La pecadora, pero no tiene ningún fundamento."  Esta conexión no se estableció hasta finales de los años 1960. El 26 de junio de 1969, Bild informó que debido a que Hildegard Knef sólo fue vista desnuda por un segundo, los púlpitos de las iglesias criticaron el deterioro de la moral.

## Crítica
En general, la película obtuvo malas críticas. Desde finales de enero de 1951, destacados representantes de los cineclubes negaron también a la obra el valor artístico pretendido por Willi Forst:
- "[La película] es artísticamente intrascendente y su efecto es dañino; de hecho, es un ejemplo de libro de texto de la actitud en la que el afán de lucro se esconde detrás de una fingida seriedad". [12]
- “La biografía de una prostituta, presentada como un eficaz 'destino temporal' y dotada de ese sentimiento comercial que no permite ninguna tragedia real. Preparado de manera tan poco sincera, ese material debe parecer ofensivo incluso si la dirección hubiera renunciado al toque lascivo de algunas escenas. Ser rechazado por la aceptación de la representación de la prostitución y el asesinato a pedido, así como por la glorificación romántica del suicidio. (Las ediciones posteriores no pudieron eliminar la impresión general negativa)” [13]
- “Drama de posguerra tipo colportage. El doble suicidio y una escena de desnudo de Knef hicieron de la película un gran y escandaloso éxito de taquilla en su momento”. [14]

## Censura
En enero de 1954, el ministro federal de Asuntos Familiares, Franz-Josef Wuermeling, en un acto organizado por la Asociación Alemana de Familias, pidió una “censura popular”, lo que provocó reacciones de indignación. 
El 21 de diciembre de 1954, el Tribunal Administrativo Federal decidió en tercera y última instancia, basándose en las demandas interpuestas por Herzog Filmverleih contra una prohibición local de exhibición, que La pecadora como largometraje era considerado una obra de arte y, por lo tanto, protegido por Art. 5 párr. 3 GG, la libertad cinematográfica también está protegida por la Ley Fundamental. Derechos fundamentales como la libertad de arte podrían verse restringidos violando otro derecho fundamental. Sin embargo, la Ley Fundamental no colocaba “las opiniones morales, religiosas e ideológicas de sectores individuales de la población […] bajo la protección especial del orden estatal básico”, por lo que esto no se aplica aquí y, por lo tanto, la prohibición de actuaciones no tenía ningún efecto legal.  

## Literatura
- Kirsten Burghardt: Werk, Skandal, Exempel. Tabudurchbrechung durch fiktionale Modelle. Willi Forsts «Die Sünderin» (BR Deutschland, 1951). (Diskurs Film / Bibliothek Band 11.) Diskurs-Film-Verlag Schaudig und Ledig, München 1996, ISBN 3-926372-61-3 (zugleich Dissertation an der Universität München, 1994/1995).
- Jürgen Kniep: »Keine Jugendfreigabe!« Filmzensur in Westdeutschland 1949–1990. In: Moderne Zeit. Band 21, Wallstein, Göttingen 2010, ISBN 978-3-8353-0638-7.
- Sybille Steinbacher: Wie der Sex nach Deutschland kam. Der Kampf um Sittlichkeit und Anstand in der frühen Bundesrepublik. Siedler, München 2011, ISBN 978-3-88680-977-6 (zugleich Habilitationsschrift an der Universität Wien, 2010/2011).
- Stefan Volk: Skandalfilme. Cineastische Aufreger gestern und heute. Schüren Verlag, Marburg 2011, ISBN 978-3-89472-562-4.
- Michael Humberg: Vom Erwachsenenverbot zur Jugendfreigabe. Die Filmbewertungen der FSK als Gradmesser des kulturellen Wertewandels. Telos Verlag, Münster 2013, ISBN 978-3-933060-42-6.